# Tania Vicent
Tania Vincent (Laval, 13 gennaio 1976) è una pattinatrice di short track canadese.

## Biografia
Nel 2006 ha rappresentato il Canada ai Giochi olimpici di Torino, vincendo una medaglia d'argento nella staffetta 3000 metri, con le compagne di nazionale Alanna Kraus, Kalyna Roberge, Anouk Leblanc-Boucher e Amanda Overland.

## Palmarès

### Giochi olimpici invernali
- Giochi olimpici

Nagano 1998: bronzo nella staffetta 3000 m;
Salt Lake City 2002: bronzo nella staffetta 3000 m;
Torino 2006: argento nella staffetta 3000 m;
Vancouver 2010: argento nella staffetta 3000 m;